# Vierkante mijl
De vierkante mijl (Engels: square mile; in het Engels afgekort als sq mi en soms als mi2) is een vooral in de Engelstalige wereld gebruikte oppervlakte-eenheid. Het is de oppervlakte van een vierkant met zijden van één mijl lang.
Eén vierkante mijl staat gelijk aan:
- 4.014.489.600 vierkante inches[3]
- 27.878.400 vierkante feet[3]
- 3.097.600 vierkante yards[3]
- 640 acres[1]
- 2560 roods[4]

Eén vierkante mijl staat gelijk aan de volgende oppervlaktematen uit het metriek stelsel:
- 2.589.988,110336 vierkante meter
- 258,9988110336 hectares
- 2,589988110336 vierkante kilometers

Wanneer men in vierkante mijlen een stuk van het aardoppervlak meet, welke boogvormig is in plaats van perfect recht, fungeert de "vierkante mijl" als een informeel synoniem voor de Amerikaanse landmeeteenheid "section" ("sectie"). 
De Romeinen baseerden hun meeteenheiden op het marcheren van troepen. Vijf voet was gelijk aan één pas (wat ongeveer een dubbele stap was). 1000 passen waren gelijk aan een Romeinse mijl, die iets korter is dan de tegenwoordige mijl. Dit Romeinse systeem werd overgenomen door heel Europa heen, gelijktijdig met de uitbreiding van het Romeinse Rijk, en met kleine lokale variaties in de lengte van de maten.
De totale bevolking van een willekeurig gebied per vierkante mijl is afgeleid van het delen van het totaal aantal inwoners door het totaal aantal vierkante mijlen dat dat gebied groot is. Vierkante meters kunnen omgezet worden in vierkante kilometers door ze door 1.000.000 te delen. Vierkante kilometers kunnen omgezet worden naar vierkante mijlen door ze door 2,58999 te delen. Vierkante meters kunnen omgezet worden naar vierkante mijlen door ze door 2.589.988 te delen.